# ENABAM
『ENABAM』は、えなたぬ。のスタジオ・アルバム。

## 概要
2017年に発表された、えなたぬ。名義第一作目作品。ライブで度々演奏されている「リスク」「ブーケ」を始めとする代表曲が収録された、えなたぬ。スタジオ・アルバム。2017年秋にリスクのMVを先行配信後、iTunesなどのサイトでの配信も開始した。

## 収録曲
全作詞・作曲：えなたぬ。
1. リスク
2. 幸せシェア
3. 企業世戦シュビドゥバ
4. ブーケ
5. 家族
6. 家族-instrumental-